# Geranomyia luteinota
Geranomyia luteinota är en tvåvingeart som först beskrevs av Alexander 1956.  Geranomyia luteinota ingår i släktet Geranomyia och familjen småharkrankar.
Artens utbredningsområde är Uganda. Inga underarter finns listade i Catalogue of Life.